# Aeroplan

Логотип

Aeroplan — программа поощрения постоянных клиентов, которая управляется компанией Groupe Aeroplan Inc (TSX: AER). Данная программа была открыта в июле 1984 года компанией Air Canada, и была предназначена для поощрения клиентов компании.
В последнее время, сфера работы программы значительно увеличилась; теперь в неё входят такие компании, как Air Creebec, Canadian North, Calm Air, а также First Air.

## Корпоративная история
В 1984 компанией Air Canada создаётся бонусная программа. После реструктуризации, проведённой 1 января 2002 года, полное владение программой переходит в руки компании Air Canada.
В июле 2005 года родительская компания Air Canad’ы — ACE Aviation Holdings продаёт за $250 миллионов 12,5 % акций программы Aeroplan. Создаётся новый фонд — Aeroplan Income Fund.

## Критика
С 1 января 2007 года все мили будут «сгорать» после 7 лет с момента их приобретения. Также, для предотвращения потери миль на своём аккаунте, необходимо хотя бы раз в год летать рейсами компаний-партнёров..

## Уровень членства
Существует 4 уровня: Базовый (Basic), Престижный (Prestige), Элитный (Elite) и Супер Элитный (Super Elite). Престижный, Элитный и Супер Элитный уровни предоставляют улучшенные возможности полёта для пассажиров (доступы в VIP-залы и т. п.), но взамен требует пролёта определённого количества миль ежегодно. Участники Престижного уровня также обладают Серебряным статусом в Star Alliance Silver status, а Элитные и Супер Элитные члены получают Золотой статус в Star Alliance. По состоянию на 16 января 2006 года, насчитывалось 4.9 миллионов Базовых участников, 57000 Престижных, 68000 Элитных, и 9000 Супер Элитных участников.

## Аэроперевозчики-участники программы

### Основатели
- Air Canada
- Air Canada Jazz

### Партнёры поStar Alliance
- Aegean Airlines
- Air China
- Air New Zealand
- All Nippon Airways (ANA)
- Asiana Airlines
- Egyptair
- LOT
- Lufthansa
- Scandinavian Airlines System (SAS)
- Shanghai Airlines
- Singapore Airlines
- South African Airways
- Swiss International Air Lines
- TAP Portugal
- Thai Airways International
- Turkish Airlines
- United Airlines
- US Airways

### Партнёры поStar Alliance(региональные)
- Adria Airways
- Blue1
- Croatia Airlines

### Прочие партнёры
- Air Creebec
- Air One
- Bearskin Airlines
- Calm Air
- Canadian North
- First Air